# San Rafael de Alcázar (paroisse civile)
Pour les articles homonymes, voir San Rafael de Alcazar et San Rafael.
San Rafael de Alcázar est l'une des trois divisions territoriales et statistiques dont l'une des deux paroisses civiles de la municipalité d'Obispo Ramos de Lora dans l'État de Mérida au Venezuela. Sa capitale est San Rafael de Alcázar.